# Untergrundkrieg: Der Anschlag von Tokyo
Untergrundkrieg: Der Anschlag von Tokyo (jap. アンダーグラウンド, Andaguraundo für engl. Underground) ist ein Buch von Haruki Murakami über den von der Ōmu-Shinrikyō-Sekte verübten Sarin-Giftgasanschlag in der U-Bahn von Tokio am 20. März 1995. Er redet mit Zeugen, um so auch eine andere Sichtweise darzulegen, die in den Medien nicht gezeigt wurde.

## Historischer Hintergrund
Siehe auch: Giftgasanschlag in der Tokioter U-Bahn (1995)
Zur morgendlichen Hauptverkehrszeit des 20. März 1995 wurde in fünf U-Bahn-Linien, die durch das Regierungsviertel von Tokio führen, Giftgas durch Mitglieder der Ōmu-Shinrikyō-Sekte freigesetzt. Die Sarin-Dämpfe verbreiteten sich sowohl in den Zügen als auch in circa 15 angefahrenen U-Bahn-Stationen. 13 Menschen starben, mehrere tausend wurden teilweise schwer verletzt.

## Inhalt
Das Buch ist in zwei Teile gegliedert: Der erste Teil besteht aus zahlreichen Interviews mit Opfern des Giftgasanschlages oder deren Angehörigen, die Haruki Murakami von Januar bis Dezember 1996 führte, kategorisiert in die betroffenen U-Bahn-Linien und deren Fahrtrichtungen. Der zweite Teil des Buches mit dem Untertitel Der versprochene Ort beinhaltet Interviews mit Mitgliedern der Ōmu-Shinrikyō-Sekte, die an diesem Anschlag direkt oder indirekt beteiligt waren.
Viele der interviewten Menschen drückten ihre Unzufriedenheit mit dem Materialismus in der japanischen Gesellschaft aus sowie mit der Sensationspresse und der Ineffizienz der Rettungskräfte. Murakami meint in seinem Fazit unter anderem, dass aus dem Anschlag nicht die richtigen Lehren gezogen wurden: Statt den Anschlag als Tat weniger isolierter Bösewichter abzuhaken, sollte sich die japanische Gesellschaft besser mit ihrem psychischen „Untergrund“ beschäftigen.
In Japan wurden beide Teile getrennt veröffentlicht. Der erste Teil erschien dort 1997 bei Kodansha, die Interviews mit den Mitgliedern der Ōmu-Shinrikyō-Sekte erschien 1998 bei Bungei Shunjusha. In Deutschland wurde Untergrundkrieg erstmals im Jahr 2002 veröffentlicht.

## Hörspieladaption
Der WDR adaptierte das Buch 2003 unter der Regie von Matthias Lempert als Hörspiel.